# Max Hozić
Max Hozić (Zagreb, 13. prosinca 1978.) je školovani je tenor koji se bavi autorskom pop glazbom i mjuziklima. Djetinjstvo je proveo u Splitu.

## Životopis
Studirao je na Geodetskom fakultetu u Zagrebu i Veleučilištu Vern, smjer Ekonomija poduzetništva.
2000. godine odlazi na audiciju za zbor u predstavi “Jesus Christ Superstar”, kazališta Komedija. Primljen je za ulogu jednog od apostola. To mu je ujedno i prvi susret s mjuziklom, koji ga oduševljava. Počinje skupljati razne video i audio materijale i sve vise proučavati ovu glazbenu formu, posebice način pjevanja.
2001. godine s grupicom entuzijasta postavlja mjuzikl “Ars Cafe”, redatelja Igora Weidlicha. Nastupaju na festivalu SKAZ, gdje izazivaju oduševljenje publike i kritike, koja skreće pozornost na Maxov glumački potencijal.
Istovremeno počinje pjevati rock standarde u grupi “Nexus” s kojom ce sljedećih godina, uz redovite nastupe u klubovima, često nastupati kao predgrupa izvođačima kao sto su Psihomodo pop, Crvena jabuka, Divlje jagode…
2002. godine s novoosnovanim Zagrebačkim umjetničkim studijem “Trn” postavlja mjuzikl “T.R.N.”, modernu verziju Trnoružice, redatelja Igora Weidlicha. Nastupaju na mnogim pozornicama, uključujući i kazalište Trešnja. Sudjeluju u humanitarnoj akciji “Za korak siguran”, uz Tonija Cetinskog i Prljavo kazalište. U duetu sa Soma dolara snimaju pjesmu “Za korak siguran” koja postaje jedan od zastitnih znakova kampanje.
Upisuje glazbenu školu, odjel solo pjevanja, kod profesorice Kristine Beck – Kukavčić i počinje otkrivati jedan sasvim nov glazbeni svijet – svijet klasične glazbe. Istovremeno putuje na razne seminare vezane uz pop, rock, soul i mjuzikl.
2003. godine na audiciji za mjuzikl “Kosa” (Hair), Ragni/Rado, pod redateljskom palicom Vlade Štefančića, koja je okupila 200-tinjak pjevača od kojih su mnogi poznati široj javnosti, izborio je dvije jake uloge – Bergera i Woofa.
2004. godine uslijedila je audicija za legendarnu predstavu “Gubec Beg  Arhivirana inačica izvorne stranice od 15. travnja 2012. (Wayback Machine)”, Krajač/Metikoš, ovaj put u reziji Damira Lončara i Igora Mešina. Dobio je ulogu mladog, raspjevanog Gjure Mogaića i dijeleći je s Giulianom nastavio niz koji su započeli Miro Ungar i Ivo Pattiera.
Snima probne snimke za mjuzikl “Grgur” Zdenka Runjića, upijajući mnoge korisne savjete cijenjenog glazbenika.
Priključuje se klapi Grdelin s kojom sudjeluje u snimanju pjesama za Božićni CD “Došli smo vam kolendati” u izdanju Aquarius recordsa.
2005. godine, kolegica i prijateljica iz “Kose”, Nera Stipičević, upoznaje ga s Edom i Adijem Mulahalilović; skladateljima koji su se proslavili u Finskoj, gdje su s raznim izvođačima snimili dvadesetak albuma i koji su s Maxom odmah pronašli zajednički jezik. Nakon temeljite pripreme, konačno je krenulo snimanje albuma, čiji su kompletni autori Edo i Adi Mulahalilović. Album sniman više od godinu dana obiluje zahtjevnim melodijama širokog vokalnog raspona, smislenim tekstovima te gostima, od kojih treba istaknuti violinskog koncert majstora Mariborske filharmonije, Sašu Olenjuka  Arhivirana inačica izvorne stranice od 15. travnja 2013. (Wayback Machine) (Pavarotti, Domingo), i legendarnog Radu Šerbedžiju u pjesmi “Mi smo šampioni ljubavi”.
2006. godine u Ljubljani snima spot za pjesmu “Varaš me, varaš” u produkciji Q Entertainment Group-a. Režiju potpisuje Matt, scenarij su složili Matt, Tomi Cegnar i Max. Spotu je svoj glumački doprinos dala mlada i atraktivna Riječanka Vedrana Linardić, koja među mnogim priznanjima ima i ono za Miss fotogeničnosti na nedavno održanom izboru Model of the Universe u Gani. Mnogobrojna ekipa, pojačana stilistima Nikicom i Vjekom (“eNVy room”) te sveprisutnim fotografom Goranom Katićem  Arhivirana inačica izvorne stranice od 13. srpnja 2013. (Wayback Machine), dobro se zabavljala koristeći sve blagodati modernog talijanskog hotela “Domina”.
Nakon toga Max je otputovao u Sarajevo gdje je započelo snimanje spota za pjesmu “Mi smo šampioni ljubavi” u režiji poznatog filmskog redatelja Pjera Žalice (“Gori vatra”, “Kod amidže Idriza”). Kao gost u pjesmi i spotu pojavljuje se Rade Šerbedžija, te Edo i Adi Mulahalilović, autori i producenti Maxovog albuma.
Max je s pjesmom “Varaš me, varaš” nastupio i na internacionalnom festivalu “Euro Pop 2006″ u Zenici, te u konkurenciji između 20 izvođača iz 15 europskih država osvojio nagradu za najbolju glazbu.
Usavršava se radeći s poznatom opernom pjevačicom, sopranisticom Ljiljanom Molnar Talajić.
S bendom P.R.O.G. radi projekt Dream Theater Tribute iz ljubavi prema glazbi Dream Theatera.
2007. godine Max nastupa u Budvi na Music Festival Budva s pjesmom “Opasna po život”, autora Ede i Adija Mulahalilović. Odlazi na audiciju za mjuzikl “Tri koraka do osmijeha”, Toni Eterović/Marina Anđelković, u režiji Borisa Kovačevica i dobiva glavnu ulogu Kristijana.
Usavršava se radeći s Annemarie Zeller, vrsnom pedagoginjom i profesoricom na Hochschule für Musik und Darstellende Kunst Graz.
2008. godine aktivno sudjeluje na seminaru iz solo pjevanja koji je održao uvaženi američki pedagog Marvin Keenze  Arhivirana inačica izvorne stranice od 15. travnja 2013. (Wayback Machine).
Potpisuje za Dancing Bear pod čijom se etiketom album očekuje u 2008-oj godini.
Nastupa na prvom CMC festivalu u pulskoj Areni s pjesmom “Mi smo šampioni ljubavi”.
Za Nova TV pjeva temu crtanog filma Spektakularni Spiderman.
Putuje u Budvu i nastupa na festivalu Pjesma Mediterana s pjesmom “Amanet”.
Na medjunarodnom festivalu Euro Pop u Zenici s pjesmom “Nema mi lijeka” osvaja nagradu za najbolju interpretaciju.
Piše scenarij, režira i snima spot za pjesmu “Ti si ruža”, autora Ede i Adija Mulahalilović, u suradnji s firmom Fotosvijet.

2009. godine izlazi dugo očekivani album “Šampioni ljubavi” u izdanju Dancing Beara.
S pjesmom “Ja živim za tebe”, Ede i Adija Mulahalilovic nastupa na festivalu Melodije Mostara.
U Šibeniku nastupa na festivalu dalmatinske šansone s pjesmom “Doviđenja more” autorice Ivane Burić. Pjesmu izvodi u duetu s mladom splitskom pjevačicom Ksenijom Varvodić.
2010. godine nastupa na festivalu Melodije Mostara s pjesmom “Poljubi me za kraj” za koju je glazbu napisao Toni Eterović, a tekst J. Radulović te osvaja nagradu za najbolju interpretaciju.
Na festivalu Hrvatski pleter nastupa s pjesmom “Domovino moja” u duetu s Vinkom Cocom.
Snima pjesmu “Neka svima bude raj” koju je napisao Toni Eterović te nastupa na festivalu Bonofest.
Nastupa na Festivalu zabavne glazbe Zadar 2010 s pjesmom “Bambi, bambina” za koju je glazbu napisao Toni Eterović, a tekst Igor Lokas.
Na večeri talijanske kancone Bella Italia – Šibenik 2011. nastupa s pjesmom “Io vado via” u duetu sa Ksenijom Varvodić.
Sudjeluje kao koautor, glumac i pjevač u predstavi „Svi smo mi isti  Arhivirana inačica izvorne stranice od 15. travnja 2013. (Wayback Machine)“ u Gradskom kazalištu Poreč, u režiji Katje Restović.
2011. godine na festivalu Melodije Mostara nastupa s pjesmom “Bolje da mi srca nema (S nekim sanjati)” te osvaja 2. nagradu stručnog žirija. Također nastupa na festivalu Pitomača 2011. Tekst za pjesmu je napisao Leonardo Baksa-Čeči, a glazbu Toni Eterović. Za istu pjesmu snima i spot koji režira Dario Godič, Cinematix studios.
Nastupa na festivalu Hrvatski Pleter s pjesmom “Glas za pravdu”.
U suradnji sa Renatom Sabljak  Arhivirana inačica izvorne stranice od 15. ožujka 2013. (Wayback Machine) i zborom “Josip Kaplan” snima pjesmu “Kad ljubav daš” koju je zbor “Josip Kaplan” objavio na istoimenom albumu za Aquarius Records.
Odlazi na festival Šibenska šansona i nastupa s pjesmom Tonija Eterovića “Ništa novo”, a u večeri talijanske kancone “Bella Italia” s pjesmom “Su di noi”.
Slijedi nastup na festivalu Zlatne žice Slavonije – Požega 2011 s pjesmom “A bila mi draga” koju je napisao Vlado Smiljanić.
Na revijalnoj večeri festivala Krapina 2011 pod nazivom “Popevke zanavek” izvodi pjesmu “Popevka za kaj” (Lj.Koščec – I.Robić – S.Mihaljinec) koju je davne 1989. izveo legendarni Ivo Robić.
U Super Murrey Theateru u Salt Lake Cityju održava svoj prvi samostalni koncert u Americi pod nazivom “Traveling Through Europe  Arhivirana inačica izvorne stranice od 4. ožujka 2016. (Wayback Machine)” te snima spot za pjesmu “Nema čuda” kojeg režira Elvis Hadžić.
Na Međimurskom festivalu zabavne glazbe MEF 2011 u Čakovcu s pjesmom “Ne daj Bože da me ona zavoli” Tonija Eterovića i tekstopisca Leonardo Baksa Čeči osvaja nagradu za najbolji tekst.
2012. godine pjeva ulogu princa u predstavi “Kraljevna na zrnu graška” Gradskog kazališta Poreč koju režira Katja Restović.

Pjesmom Vladimira Miklera “Ponos domovine” nastupa na natjecateljskom dijelu festivala Hrvatski pleter, a u revijalnom nastupa s pjesmom “Hrvatski vitezovi” koju pjeva zajedno s Draženom Žankom i Ivanom Mikulićem.

Na CMC festivalu u Vodicama se predstavlja s pjesmom “Nema čuda” za koju je muziku i tekst napisao Elvis Hadžić, a aranžman Toni Eterović te objavljuje spot za istu pjesmu. Spot je režirao autor pjesme Elvis Hadžić, a sniman je u gradu Salt Lake City gdje je Max u suradnji s američkim glazbenicima snimio 3 pjesme za nadolazeći album.

Nastupa na festivalu Pitomača 2012 s pjesmom “Samo moja” na kojoj također gostuje vokalna skupina Đurđevčice te osvaja 1. nagradu publike. Tekst i muziku napisao Tomislav Tišljar, a aranžman potpisuju Tomislav Tišljar i Toni Eterović.

Na Festivalu krapinske popevke – Krapina 2012. u večeri Popevke zanavek u pratnji zbora “Ilirci” izvodi pjesmu “Sinek, sinek”, legendarnog Kiće Slabinca, a u večeri Novih popevki izvodi pjesmu “Mlečne senje” za koju je glazbu i aranžman napravio Toni Eterović, a tekst Ante Muštra.

U obnovljenoj predstavi “Gubec beg” u kazalištu Komedija, koju ovaj put režira legendarni Vlado Štefančić, ponovo radi ulogu Gjure Mogaića.

Nastupa na Zagrebfestu s pjesmom “Ispod tvoje jakne” za koju je glazbu napisao Vladimir Kočiš Zec, tekst Leonardo Baksa Čeči i aranžman Toni Eterović.

2013. godine objavljuje singl "Ja te volim" kojeg je napisao Jasenko Horvat.

Debitira na Splitskom festivalu s pjesmom "Srca od kamena" za koju su glazbu i tekst napisali Darko Bakić i Marijo Luketa, a aranžman Igor Ivanović. Za istu pjesmu snima spot u suradnji s firmom Asta Studio.

Odlazi na Šibenski festival gdje u Večeri internacionalne glazbe nastupa s pjesmom "Hold me now" Johnnyja Logana s kojom je Logan 1987. pobijedio na Eurosongu. U Večeri novih skladbi u suradnji s mandolinisticom Sanjom Vrančić (Sanius Verantius) izvodi pjesmu "Otok" za koju je glazbu i aranžman napisao Toni Eterović, a tekst Leonardo Baksa Čeči.

Nastupa na Krapinskom festivalu gdje u večeri Popevke zanavek u suradnji s kvartetom Gubec pjeva pjesmu "Vužgi" koju je 1967. otpjevao Vice Vukov. U večeri Novih popevki autorski debitira s pjesmom "Ne bi te smel senjati" za koju piše glazbu na tekst Davorke Plukavec.
U produkciji međunarodnog kazališta Cornerstone Arts, pod redateljskom palicom Richarda Monteza, glumi ulogu Jean Valjeana u mjuziklu "Les Misérables" tj. "Jadnici".

2014. godine nastupa na festivalu Melodije Mostara i pjeva pjesmu "Davno, davno" u duetu s pjevačicom Elmom Burnić te osvajaju nagradu za najbolju interpretaciju. Glazbu je napisala Elma Burnić, tekst Lara Hajdarpašić, a aranžman Toni Eterović.

S klapom Godimenti snima navijačku pjesmu "Nek se čuje Lijepa naša" za koju je glazbu napisao Toni Eterović, a tekst Branko Slivar.

Na Bonofestu nastupa s pjesmom "Vjeruj" u čast pokojnog Vinka Coce.

Kao narator pojavljuje se u predstavi "Carevo novo ruho" redateljice Katje Restović. 

S Pamelom Ramljak u Večeri internacionalne glazbe, revijalne večeri Šibenskog festivala, nastupa s pjesmom "Gente di mare" s kojom su 1987. na Eurosongu pobijedili Umberto Tozzi & Raf.

Na Krapinskom festivalu nastupa s pjesmom "Kam prešla si" za koju piše glazbu, a stihove Davorka Plukavec.

U duetu s pjevačicom Tatjanom Tolić nastupa na festivalu Krijesnica s pjesmom "Tuj sem na svom" koju su napisali Toni Eterović i Miljenko Hršak.

U suradnji s Tonijem Eterovićem piše glazbu za pjesmu "Samo noćas" za koju potpisuje i stihove. S njom nastupa na festivalu MEF te osvaja nagradu za najbolji aranžman.

2015. u koprodukciji Kazališta “Komedija”, Studija Kubus i Plesne udruge RI DANCE – RIJEKA nastupa u mjuziklu "Legenda Ružice grada" u ulozi Marka, autora Andrea i Dean Kopri, a režiju potpisuje Robert Bošković.

Nastupa u revijalnoj večeri Krapinskog festivala s pjesmom "Katarinčice"(Đ. Jusić - J. Stubičanec - Đ. Jusić).

Objavljuje duet s Kemalom Montenom "Otkako te nemam". Autor glazbe i stihova je Elvis Hadžić, a aranžman je radio Toni Eterović. Spot je sniman u Poreču i okolici, a režirala ga je Katja Restović. Zanimljivosti su da je to posljednja pjesma koju je Kemal Monteno snimio, a u spotu trenutak kada Max u potpunosti šišanjem mijenja svoj imidž.

2016. objavljuje singl "I ovaj život", obradu Al Banove pjesme "E la mia vita", za koju piše tekst te je izvodi na Šibenskom festivalu.
Nastupa u mjuziklu Dražena Žanka i Ivice Krajača "Mirakul" i glumi ulogu Zorzija Balbija, zapovjednika obrane Sinja.

2017. nastupa na CMC festivalu s pjesmom "Šta bude da bude". Tekst i glazbu je napisao Elvis Hadžić, a aranžman Toni Eterović. Snima spot za istoimenu pjesmu u kojem se pojavljuju koreografkinje i plesačice Andrea Solomun i Ema Janković iz &M Dance Company.

Nastupa na festivalu Pitomača s pjesmom "Tu ostajem" za koju glazbu piše Toni Eterović, a tekst Leonardo Baksa Čeči.

## Diskografija
Album
"Šampioni ljubavi", Dancing Bear, 2009.

## Festivali
Nastupao je na festivalima: CMC festival, Šibenski festival, Melodije Mostara, Pjesma mediterana, Festival zabavne glazbe Zadar, Pitomača, Euro pop, Zlatne žice Slavonije Požega, Krapinski festival, MEF, Zagreb fest, Splitski festival 

### Nagrade
Uz sudjelovanje na festivalima ostvario je brojne nagrade:
- Nagrada za najbolju glazbu, "Varaš me, varaš", Euro Pop, 2006.
- Nagrada za najbolju interpretaciju, "Nema mi lijeka", Euro Pop, 2008.
- Nagrada za najbolju interpretaciju, "Poljubi me za kraj", Melodije Mostara, 2010.
- 2. nagrada stručnog žirija, "Bolje da mi srca nema", Melodije Mostara, 2011.
- Nagrada za najbolji tekst, "Ne daj Bože da me ona zavoli", MEF, 2011.[4]
- 1. nagrada, "Samo moja", Pitomača, 2012.[5]
- Nagrada za najbolju interpretaciju, "Davno, davno", Melodije Mostara, 2014.[6][7]
- Nagrada za najbolji aranžman, "Samo noćas", MEF, 2014.[8]

## Vanjske poveznice
- Službena stranica
- Službena Facebook stranica
- Službeni Youtube kanal
- Gostovanje MusicLive
- Intevju CMC festival 2008.
- Mrki teatar  Arhivirana inačica izvorne stranice od 18. svibnja 2013. (Wayback Machine)
- Dalmacija News  Arhivirana inačica izvorne stranice od 7. ožujka 2013. (Wayback Machine)
- Cro-sound portal  Arhivirana inačica izvorne stranice od 28. svibnja 2013. (Wayback Machine)
- Osvrt na nastup u Visu